# Adiantum lunulatum
Adiantum lunulatum är en kantbräkenväxtart som beskrevs av Antonio José Cavanilles. Adiantum lunulatum ingår i släktet Adiantum och familjen Pteridaceae. Inga underarter finns listade.

## Bildgalleri

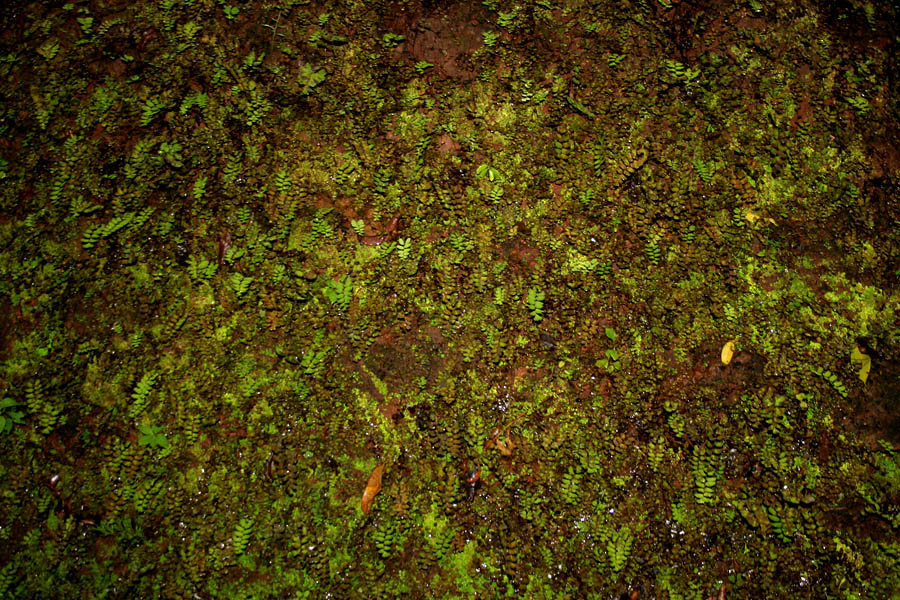
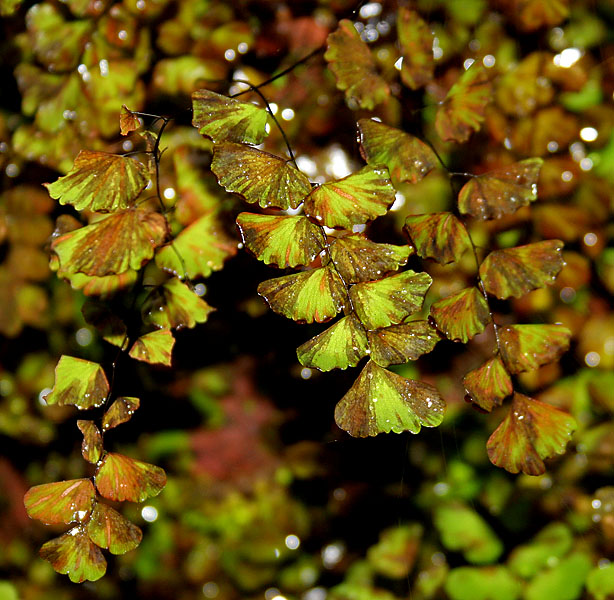
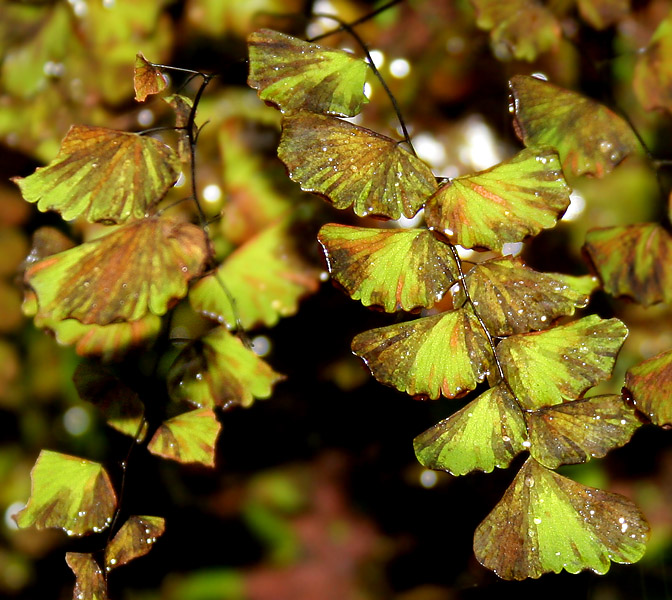
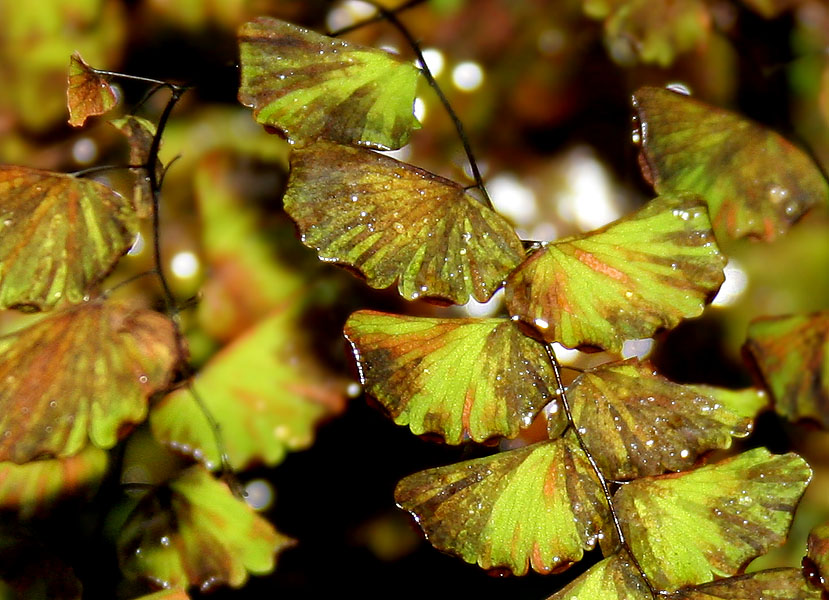